# نيناد كرستيتش
نيناد كرستيتش (بالصربية: Ненад Крстић) مواليد 25 يوليو 1983 في كرالييفو، جمهورية صربيا الاشتراكية، هو لاعب كرة سلة صربي بدأ مسيرته الاحترافية في سنة 2000 حيث تم اختياره من قبل فريق بروكلين نتس خلال الدرافت. مثّل منتخب بلاده.

## فرق لعب لها
- بروكلين نتس
- زينيت سانت بطرسبرغ
- أوكلاهوما سيتي ثاندر
- بوسطن سيلتكس
- نادي سسكا موسكو لكرة السلة

## إحصائيات المسيرة

### الرابطة الوطنية لكرة السلة

#### الموسم الاعتيادي
| السنة   | الفريق               | لعب | بدأ | دقيقة | ميداني% | ثلاثية | حرة  | ارتداد | صنع | استلاب | تصدي | نقطة |
| ------- | -------------------- | --- | --- | ----- | ------- | ------ | ---- | ------ | --- | ------ | ---- | ---- |
| 2004–05 | بروكلين نتس          | 75  | 57  | 26.2  | .493    | .000   | .725 | 5.3    | 1.0 | .4     | .8   | 10.0 |
| 2005–06 | بروكلين نتس          | 80  | 80  | 30.9  | .507    | .250   | .698 | 6.4    | 1.1 | .4     | .8   | 13.5 |
| 2006–07 | بروكلين نتس          | 26  | 26  | 32.6  | .526    | .000   | .711 | 6.8    | 1.8 | .4     | .9   | 16.4 |
| 2007–08 | بروكلين نتس          | 45  | 38  | 18.0  | .410    | .000   | .754 | 4.4    | .6  | .2     | .4   | 6.6  |
| 2008–09 | أوكلاهوما سيتي ثاندر | 46  | 29  | 24.8  | .469    | .000   | .797 | 5.5    | .6  | .5     | 1.1  | 9.7  |
| 2009–10 | أوكلاهوما سيتي ثاندر | 76  | 76  | 22.9  | .502    | .200   | .717 | 5.0    | .7  | .4     | .6   | 8.4  |
| 2010–11 | أوكلاهوما سيتي ثاندر | 47  | 47  | 21.7  | .498    | .000   | .803 | 4.4    | .4  | .4     | .4   | 7.6  |
| 2010–11 | بوسطن سيلتكس         | 24  | 20  | 23.0  | .537    | .000   | .750 | 5.3    | .3  | .3     | .3   | 9.1  |
| المسيرة | المسيرة              | 419 | 373 | 25.2  | .494    | .143   | .730 | 5.4    | .8  | .4     | .7   | 10.0 |

#### التصفيات
| السنة   | الفريق               | لعب | بدأ | دقيقة | ميداني% | ثلاثية | حرة  | ارتداد | صنع | استلاب | تصدي | نقطة |
| ------- | -------------------- | --- | --- | ----- | ------- | ------ | ---- | ------ | --- | ------ | ---- | ---- |
| 2005    | بروكلين نتس          | 4   | 4   | 38.5  | .563    | .000   | .792 | 7.5    | 1.8 | .3     | .5   | 18.3 |
| 2006    | بروكلين نتس          | 11  | 11  | 33.3  | .504    | .000   | .711 | 6.8    | .7  | .5     | .9   | 14.7 |
| 2010    | أوكلاهوما سيتي ثاندر | 6   | 6   | 21.5  | .405    | .000   | .929 | 5.8    | .7  | .5     | .7   | 7.2  |
| 2011    | بوسطن سيلتكس         | 7   | 0   | 8.0   | .625    | .000   | .667 | 1.7    | .3  | .0     | .6   | 1.7  |
| المسيرة | المسيرة              | 28  | 21  | 25.2  | .505    | .000   | .767 | 5.4    | .8  | .3     | .7   | 10.4 |

## روابط خارجية
- نيناد كرستيتش على موقع الاتحاد الدولي لكرة السلة (الإنجليزية)
- نيناد كرستيتش على موقع الدوري الأوروبي لكرة السلة (الإنجليزية)
- نيناد كرستيتش على موقع إن بي أي (الإنجليزية)
- نيناد كرستيتش على موقع سبورتس رفرنس (الإنجليزية)
- نيناد كرستيتش على موقع كرة السلة الأوروبية.كوم (الإنجليزية)
- نيناد كرستيتش على موقع ريلجم (الإنجليزية)
- نيناد كرستيتش على موقع بروبوليرز (الإنجليزية)
- نيناد كرستيتش على موقع سبورتس رفرنس (الإنجليزية)
- نيناد كرستيتش على موقع أوليمبيديا (الإنجليزية)